# Hakone-juku
Hakone-juku (jap. 箱根宿 Hakone-juku) – dziesiąta z 53 stacji szlaku Tōkaidō, położona obecnie w mieście Hakone w prefekturze Kanagawa. Leżąc na wysokości 725 m n.p.m. była to najwyższa stacja na szlaku i zarazem trudna w utrzymaniu dla siogunów.

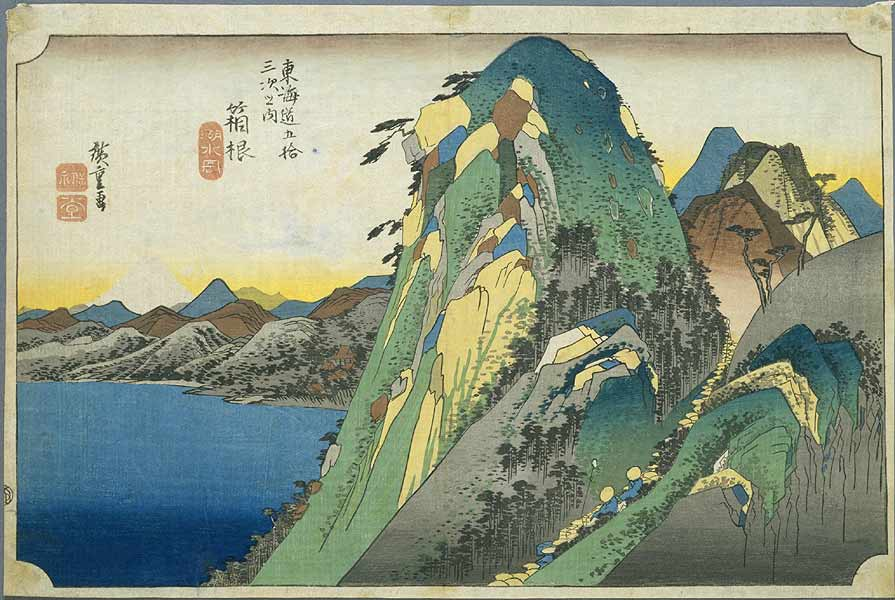
Stacja w latach 30. XIX wieku, Hiroshige Andō

Shukuba została założona w 1618 na niewielkim obszarze pomiędzy przełęczą Hakone i punktem kontrolnym Hakone.
Pierwotnie stacja leżała w innym miejscu na górze, jednak przeniesiono ją.